# Tourmaline Paraiba
Pour les articles homonymes, voir Tourmaline et Paraïba.
 (mars 2023).

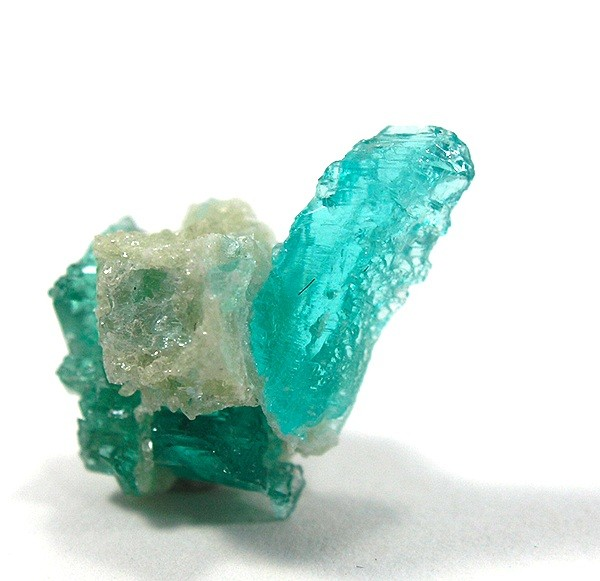
Tourmaline Paraíba

La tourmaline Paraíba est le nom usuel d'une variété gemme d'elbaïte  cupro-elbaïte utilisée en joaillerie. Cette rare tourmaline de couleur bleu néon, bleu-vert ou verte en raison de la présence de cuivre est très recherchée et son prix peut atteindre, voire dépasser celui des pierres précieuses traditionnelles comme le diamant, l'émeraude ou le rubis.
Le premier gisement a été découvert en 1987 dans l'État brésilien du Paraíba par un mineur nommé Heitor Barbosa. Elle fut introduite sur le marché en 1990 lors de la convention gemmologique de Tucson en Arizona. Ce gisement a rapidement été épuisé de ses meilleures pierres.
En 2001 un autre gisement de tourmaline cuprifère bleu-vert a été découvert au Nigeria, puis un troisième gisement au Mozambique en 2005.
Depuis 2006, le LMHC (Laboratory Manual Harmonization Committee), a convenu que la tourmaline Paraíba serait le nom usuel des cupro-elbaïtes gemme. Les tourmalines provenant des trois mines précitées sont donc désormais appelées tourmalines Paraíba.

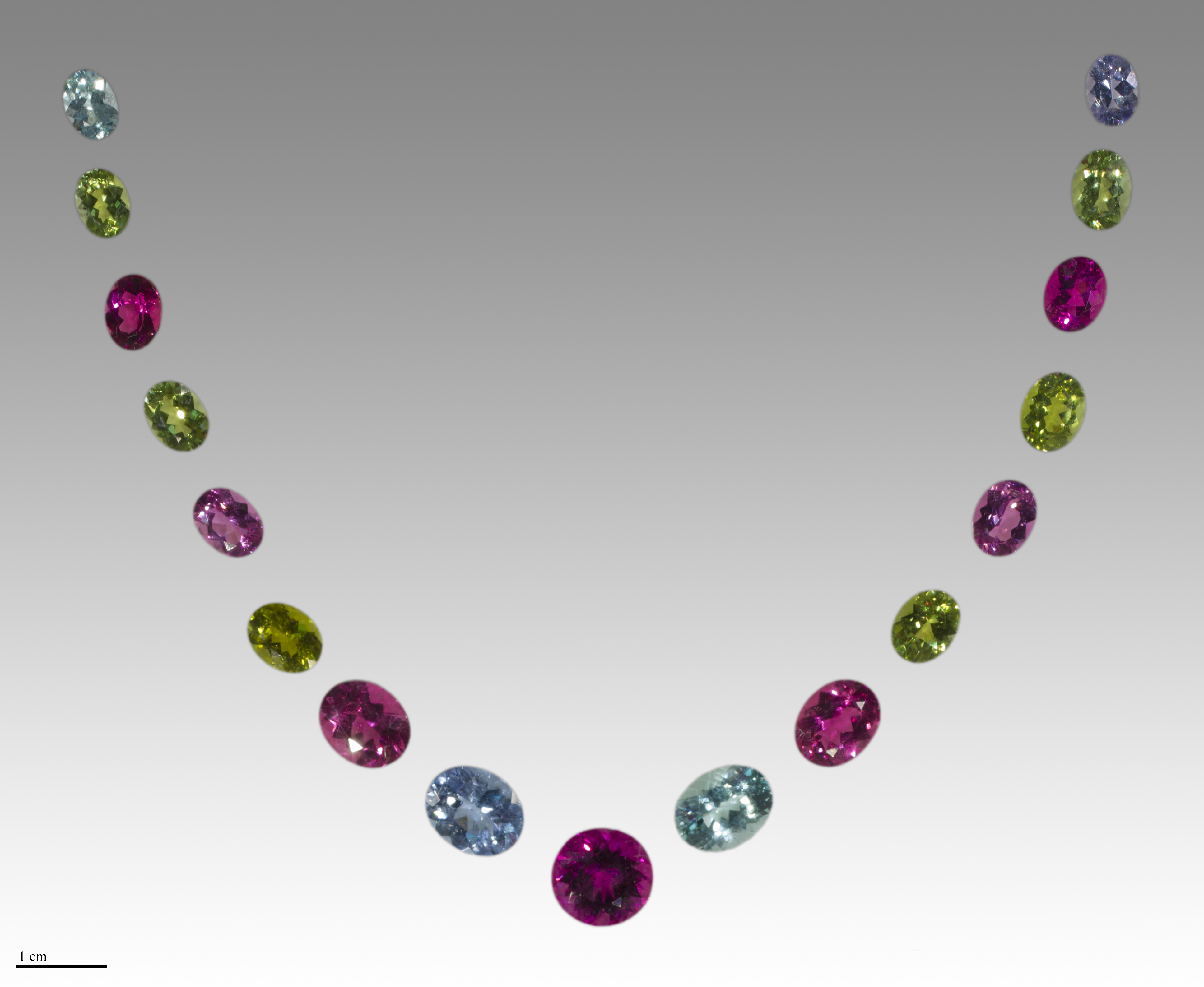
Tourmaline Paraíba, Nampula Mozambique

## Mines de Tourmalines Paraíba
La première mine historique source de Tourmalines Paraíba est la mine de Batalha (localisée dans l'état du Paraíba). L'exploitation débuta en 1981 avec Heitor Barbosa et une équipe de 13 mineurs, pour porter ses fruits 6 ans plus tard.
Si aujourd'hui la mine de Batalha ne donne plus de gemmes extraordinaires, ses déchets sont exploités avec de plus gros moyens qu'à l'époque. Cette mine représente une surface au sol de 200x300 mètres seulement.
Dans les années 2000, les principales mines brésiliennes produisant des Tourmalines Paraïba sont les mines de Mulungu et de Altos dos Quintos localisés 45 kilomètres plus au nord dans l'état Rio Grande do Norte, proches de la ville de Parelhas. Ce sont les principales sources de tourmalines Paraíba de qualité gemmes pour le marché de la joaillerie.
En 2001, des tourmalines Paraíba (nom commercial) furent découvertes au Nigéria (région d'Edoko) et en 2005 d'autres furent découvertes au Mozambique.
L'extraction de cette gemme se fait de manière artisanale et très manuelle sur tous les sites d'extraction. La mine de Batalha, sous l'impulsion de Heitor Barbosa s'équipe et se modernise de manière plus industrielle pour faire face à la chute de production du site, les autres sites d'exploitation restent très artisanaux et peinent à couvrir la demande mondiale pour cette pierre.
Il est possible (dans la plupart des cas) d'identifier l'origine géographique des tourmalines Paraíba selon leur composition chimique, cela demandant des moyens d'analyse de laboratoire.

### Chiffres de production
La production actuelle de la mine de Batalha est devenue faible, de l'ordre de 600 grammes par an de gemmes (3000 carats) pour une extraction de tourmaline Paraíba brute inférieure à 50000 carats par an.
Lors de son apogée entre 1989 et 1991, on estime que la mine produisant entre 10 et 15 kilogrammes de gemmes. 
La production de gemmes de la mine de Mulungu est quant à elle estimée à 1000 grammes par an.
À titre de comparaison, on extrait 10 000 fois plus de diamants dans le monde entier que de tourmalines Paraíba.
Il est estimé que 80 % de la production de tourmaline "Paraíba" brésilienne ne présente pas la couleur bleu néon / bleu vert "Paraíba" avant de recevoir un traitement thermique aux alentours de 500 °C.